# Die Goldgräber von 1935
Die Goldgräber von 1935 (Originaltitel: Gold Diggers of 1935) ist ein amerikanischer Musicalfilm des Regisseurs Busby Berkeley aus dem Jahr 1935. Der Film ist vor allem für die Choreografie zum Lied Lullaby of Broadway bekannt, das 1936 mit einem Oscar prämiert wurde.

## Handlung
Im fiktiven Urlaubsort „Lake Waxapahachie“ befindet sich das Luxushotel Wentworth Plaza, in dem die Reichen ihre Sommerfrische verbringen. Der gutaussehende Dick Curtis arbeitet hier als Portier, um sein Medizinstudium zu finanzieren. Als die reiche Mrs. Prentiss ihm anbietet, ihn für die Begleitung ihrer Tochter Ann Prentiss den Sommer über gut zu bezahlen, kann er nur schwer ablehnen. Sogar Dicks Verlobte Arline Davis redet ihm zu, das Angebot anzunehmen. Mrs. Prentiss möchte ihre Tochter an den exzentrischen Millionär T. Mosely Thorpe III. verheiraten, einen Mann mittleren Alters, der als Experte für Schnupftabakdosen gilt. Ann hat jedoch andere Pläne. Ihr Bruder Humbolt hat eine Schwäche für hübsche Frauen: er war schon mehrfach verheiratet und geschieden; seine Mutter musste wiederholt mit dem Scheckbuch zur Hilfe kommen.
Mrs. Prentiss organisiert jeden Sommer eine Wohltätigkeitsveranstaltung für den „Milchfond“. In diesem Jahr hat sie den russischen Ballettdirektor Nicolai Nicoleff engagiert, der die Tanzvorführungen leiten soll. Die geizige Mrs. Prentiss will so wenig Geld wie möglich ausgeben, aber Nicoleff und sein Bühnenbildner Schultz möchten eine möglichst extravagante Show auf die Beine stellen, hauptsächlich um Geld für sich selbst abzuzweigen. Auch der Hotelmanager Lampson und die Hotel-Stenographin Hawes sind eingeweiht und sollen ihren Teil des unterschlagenen Geldes bekommen. Hawes erpresst nebenbei auch noch den hilflosen Millionär Thorpe.
Natürlich verlieben sich der als Aufpasser engagierte Dick und die ihm anvertraute Ann, während seine Ex-Verlobte Arline Anns Bruder Humbolt heiratet. Die Show kostet deren Mutter Mrs. Prentiss ein Vermögen, aber schließlich akzeptiert sie die Wahl ihrer Tochter: auf lange Sicht wird ein Arzt in der Familie schließlich Geld sparen.

## Veröffentlichung
Die Weltpremiere fand am 14. März 1935 im New Yorker Kino „Strand“ statt. In Österreich kam das Filmmusical 1936 unter dem Titel Wir leben für Liebe in die Kinos. In Deutschland wurde der Film erstmals am 15. Februar 1970 als Fernsehausstrahlung im Original mit deutschen Untertiteln gezeigt, am 14. November 1995 dann als Synchronfassung.

## Kritiken
„Wie im vorigen Goldgräberfilm zählt hier die choreographierte Show, während die Geschichte noch mehr Löcher hat. Die Handlung kommt praktisch eine Stunde lang nicht vom Fleck, bis endlich die Wohltätigkeitsveranstaltung als Vorwand für eine choreographierte Show beginnt. […] Die Musik von Al Dubin und Harry Warren liegt diesmal etwas daneben. Ihr Walzer-Thema The Words Are In My Heart ist […] ein hocheffektiv choreographiertes Ballett der Steinways. Das letzte Stück – Lullaby of Broadway gesungen von Winifred Shaw – ist zu lang.“

„[V]ergessen wir den Plot: In einem Film des Choreografie-Genies Busby Berkeley geht's um Musik und Tanz, und was er hier auffährt, ist großes Kino – wir sagen nur: 56 Pianos!“

## Auszeichnungen
- 1936: Gewann den Oscar in der Kategorie Bester Song (Harry Warren und Al Dubin) für den Song Lullaby of Broadway
- 1936: Nominiert für den Oscar in der Kategorie Beste Tanzregie (Busby Berkeley)